# Siphonoperla hajastanica
Siphonoperla hajastanica is een steenvlieg uit de familie groene steenvliegen (Chloroperlidae). De wetenschappelijke naam van de soort is voor het eerst geldig gepubliceerd in 1961 door Zhiltzova.